# Adolphe Montigny
Adolphe Montigny, pseudonimo di Adolphe Lemoine, noto anche come Lemoine-Montigny o semplicemente Montigny (1805 – Parigi, 6 marzo 1880) è stato un attore teatrale, drammaturgo e direttore teatrale francese.

## Biografia
Montigny cominciò la propria carriera di attore presso la Comédie-Française, per poi passare nel 1832 al Théâtre de la Gaîté e altri teatri. Nel 1838 assunse la direzione del Théâtre de la Gaîté, poi lasciata nel 1844 per diventare direttore del Théâtre du Gymnase, carica che mantenne fino alla morte. Sposò Rose Chéri, attrice di quel teatro.

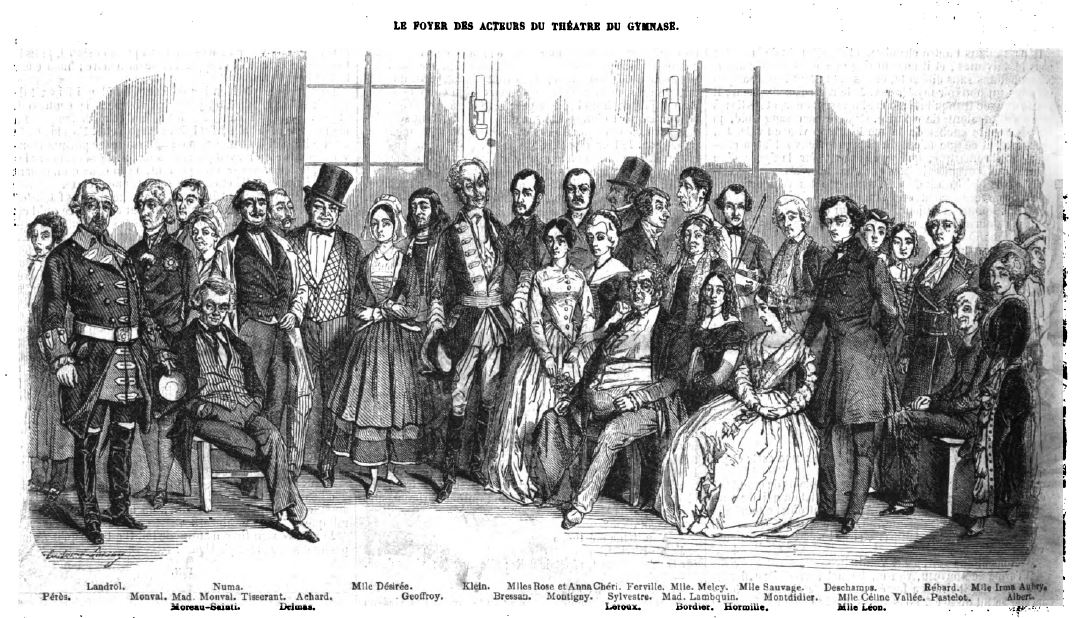
Gli attori del Théâtre du Gymnase, Montigny è al centro. Illustrazione del 1846-47

Montigny diede un significativo contributo alla nascita della regia teatrale e della recitazione moderna. Come direttore del Théâtre du Gymnase, infatti, egli cercò di istradare gli attori verso un modo più naturale e realistico di recitare. Combatté innanzitutto l'abitudine degli attori di limitarsi ad andare al centro del palco per declamare il loro testo (e la tendenza a mettersi a semicerchio quando gli attori erano numerosi). Egli faceva spesso mettere tavoli o mobili sul palco, proprio nei luoghi dove gli attori andavano di solito a disporsi, per obbligarli a girarci intorno e muoversi con naturalezza. Inoltre faceva collocare oggetti apparentemente superflui, come libri, chiedendo poi agli attori, durante le prove, di utilizzarli, proprio allo scopo di raggiungere una recitazione più spontanea possibile. Ecco allora che una scena che normalmente sarebbe stata recitata da individui a semicerchio che a turno declamavano al pubblico il loro testo, poteva invece essere dominata da un tavolo attorno a cui gli attori si sedevano su sedie e conversavano tra loro.
Per ottenere questi risultati egli non solo impose che ogni spettacolo venisse provato molto più a lungo di quanto non si usasse fare ai tempi, ma diede anche notevole importanza alla scenografia, che doveva essere costituita di oggetti assolutamente realistici per il luogo e il tempo in cui lo spettacolo era ambientato. Montigny andò insomma nella stessa direzione di altri che lo seguiranno, come André Antoine, i Meininger e Konstantin Stanislavskij, direzione che porterà, nel XX secolo, alla nascita delle regia e del teatro moderno.